# Nonyma guineensis
Nonyma guineensis là một loài bọ cánh cứng trong họ Cerambycidae.